# Kaštelir-Labinci
Kaštelir-Labinci (em italiano:  Castellier-Santa Domenica) é um município da Croácia, situado no condado da Ístria. Tem 32,74 km² de área e sua população em 2011 foi estimada em 1.463 habitantes.